# Morkin Steven
Pour les articles homonymes, voir Stevens.
Morkin Steven Iatika, dit parfois Morkin Stevens, né le 11 septembre 1965 sur l'île de Tanna et mort le 19 avril 2016 à Port-Vila, est un homme politique vanuatais.

## Biographie
Baptisé « Morgan », il utilise le prénom « Morkin ». Membre du Vanua'aku Pati, il entre une première fois au Parlement de Vanuatu comme député de Tanna aux élections législatives de mars 1998. Il est alors nommé ministre adjoint aux entreprises autochtones dans le gouvernement de coalition Donald Kalpokas. En octobre 1998, le Premier ministre Kalpokas, du Vanuatu Pati, met fin à la coalition avec le Parti national unifié (PNU) et forme un nouveau gouvernement avec l'Union des partis modérés et le mouvement John Frum. Morkin Steven quitte le gouvernement et le Vanua'aku Pati et devient membre du PNU mené par Walter Lini. À la mort de ce dernier en février 1999, il devient le chef de l'opposition parlementaire. Il exerce cette fonction jusqu'au 26 novembre, date à laquelle le Premier ministre démissionne et le PNU participe à un nouveau gouvernement de coalition dirigé par Barak Sopé. Il y est nommé ministre des Finances et de l'Économie,.
Face à la pression de puissances étrangères qui critiquent le statut de paradis fiscal du Vanuatu et expriment leurs craintes quant au blanchiment d'argent dans le pays, il crée un service public de renseignement financier qui doit alerter et conseiller le gouvernement en cas de soupçon de blanchiment d'argent. Il préside également à l'adoption d'une loi sur les droits d'auteur pour aligner la législation du Vanuatu sur les exigences de l'Organisation mondiale du commerce, et d'une loi autorisant l'hébergement de casinos virtuels au Vanuatu afin d'accroître les revenus de l'État. En tant que ministre des Finances, il refuse de donner son accord au Premier ministre Sopé pour des arrangements d'une légalité douteuse avec un homme d'affaires thaïlandais. Barak Sopé passe outre son ministre des Finances, et son gouvernement est destitué par le Parlement en avril 2001 lorsque le journal The Trading Post révèle l'affaire. Morkin Steven perd de ce fait son ministère, le PNU n'étant pas inclus dans le nouveau gouvernement que forme Edward Natapei,.
Morkin Steven conserve son siège de député aux élections législatives de 2002, et en novembre 2003, Edward Natapei le fait ministre de la Jeunesse et des Sports. Après les élections anticipées de 2004, il est le ministre des Entreprises autochtones dans l'éphémère gouvernement de coalition de Serge Vohor. Lorsque Ham Lini devient Premier ministre en décembre 2004, il fait de Morkin Steven son ministre de la Santé.
En 2010-2011, le pays connaît une succession rapide de gouvernements ; lorsque Sato Kilman est le Premier ministre, de décembre 2010 à avril 2011, de mai à juin 2011 puis (après une interruption de dix jours) de juin 2011 à mars 2013, Morkin Steven est son ministre de la Jeunesse et des sports. Revenu au pouvoir en juin 2015, Sato Kilman le nomme ministre de la Santé. À ce poste, il fait agrandir l'hôpital de Port-Vila. C'est dans ce même hôpital qu'il meurt d'un cancer du foie en avril 2016, à l'âge de 50 ans.